# آشپزی نامیبیایی

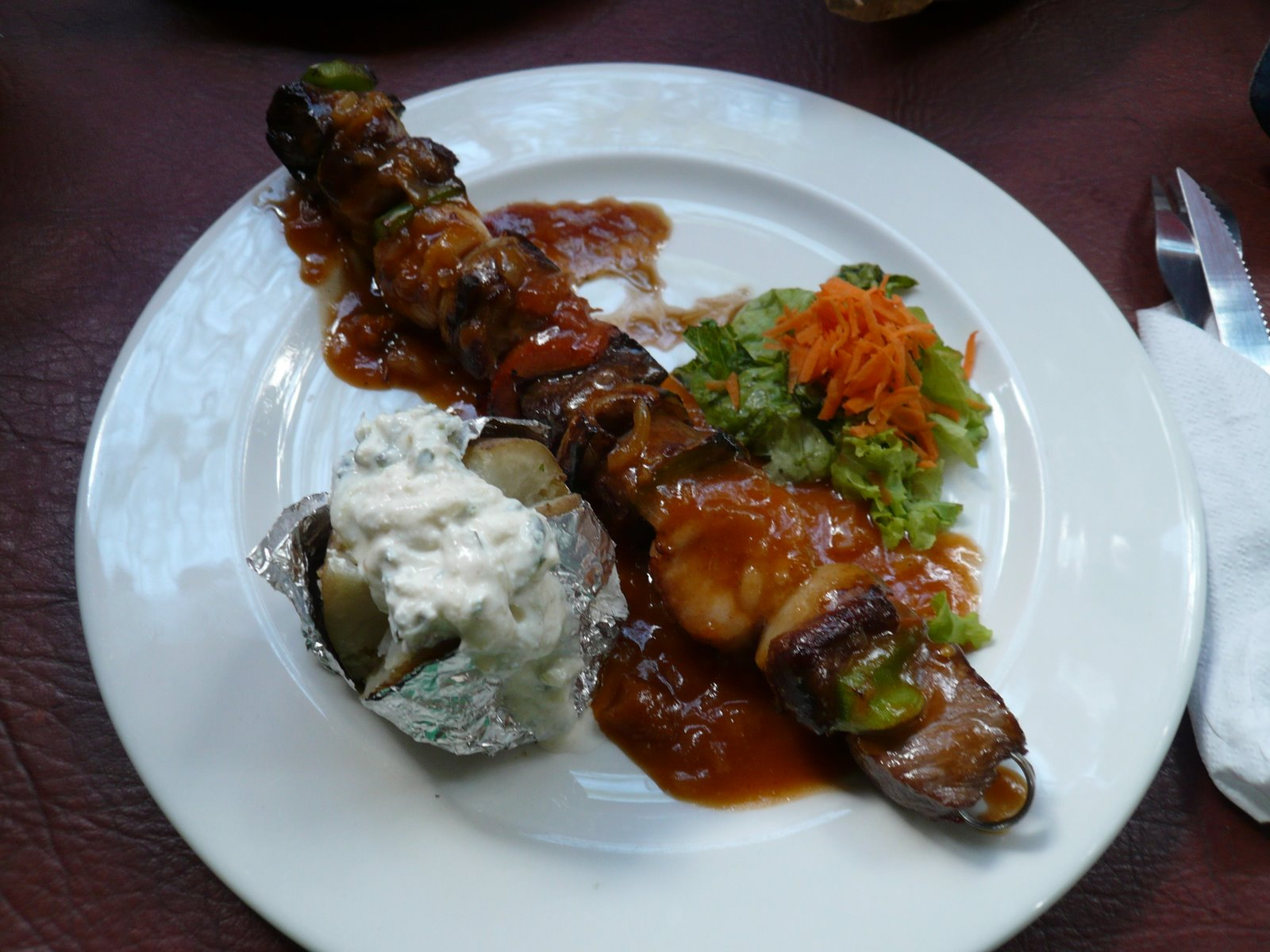
بازی کبابی : کروکودیل ، کودو و اوریکس ، در ویندهوک، نامیبیا

موقعیت نامیبیا

آشپزی نامیبیایی سبک  آشپزی در کشور نامیبیا است که تحت تأثیر دو گرایش فرهنگی اصلی است:
- آشپزی توسط مردم بومی نامیبیا مانند گروه های هیمبا ، هرورو و سان
- آشپزی ساکنان در طول دوره استعمار توسط آلمانی‌ها ، آفریکانرها و انگلیسی‌ها تبار معرفی شد.

## آشپزی بومی

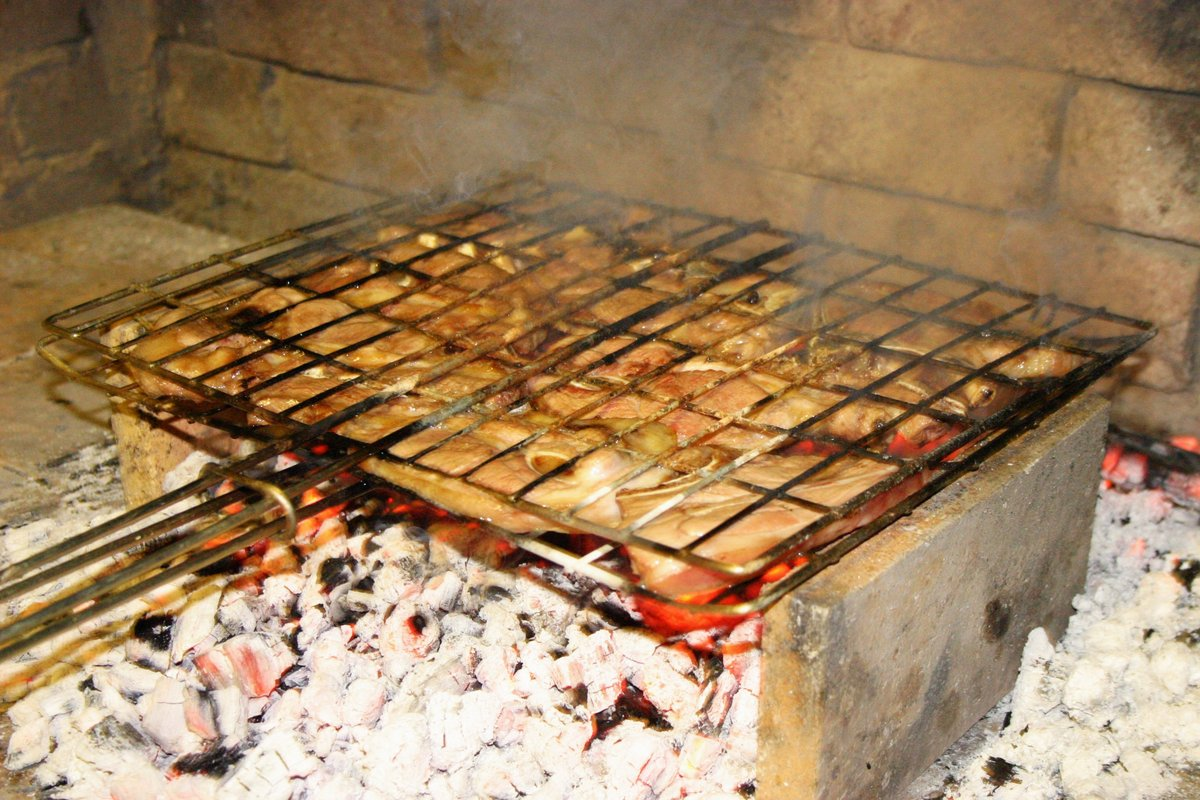
تکه های گوشت بره روی یک braai

در دوره ماقبل استعماری غذاهای بومی با استفاده از طیف بسیار گسترده ای از میوه ها ، آجیل ، پیاز ، برگ و سایر محصولات جمع آوری شده از گیاهان وحشی و شکار شکار وحشی مشخص می شد. اهلی کردن گاو در منطقه حدود دو هزار سال پیش توسط گروه های خویسان امکان استفاده از فرآورده های شیری و در دسترس بودن گوشت را فراهم کرد.
در دوره پیش از استعمار، آشپزی بومی با استفاده از دامنه وسیعی از میوه‌ها، آجیل‌ها، پیاز، برگ‌ها و سایر محصولات جمع‌آوری شده از گیاهان وحشی و همچنین شکار حیوانات وحشی مشخص می‌شد. اهلی کردن گاوها در این منطقه حدود دو هزار سال پیش توسط گروه‌های خویسان امکان استفاده از محصولات شیر و در دسترس بودن گوشت را فراهم کرد.
- وتکک—یک نان سرخ‌کرده سنتی
- اوشیکندو—نوشیدنی‌ای که از مالت تخمیر شده تهیه می‌شود

## آشپزی استعماری
نامیبیا توسط استعمارگران آلمانی در طول قرن نوزدهم سکنی گزیده شد و تأثیر آلمان بر آشپزی سفید نامیبیا همچنان بسیار قوی است. یکی از نمونه‌های آشپزی مهاجران آلمانی شنیسل وینر است.
مستعمره‌نشینان آلمانی در قرن نوزدهم در نامیبیا سکونت یافتند و تأثیر سبک آلمانی بر آشپزی سفیدپوستان نامیبیا همچنان بسیار قوی است. یکی از نمونه‌های آشپزی مستعمره‌نشینان آلمانی شنیتسل وینر است.

## دم کردن
آبجو توسط بسیاری از قبایل بومی در سرزمینی که اکنون نامیبیا است، تهیه می‌شد. دستورالعمل‌ها به مواد موجود در منطقه بستگی داشت و برای تهیه انواعی مانند آبجوی قندی و آبجوی عسل تولید می‌شد. سنت آبجوسازی آلمان در مستعمره آلمان جنوب غربی آفریقا ادامه یافت. پس از اینکه مشخص شد واردات آبجو از آلمان غیرعملی و پرهزینه است، کارخانه‌های آبجوسازی در سرتاسر مستعمره تأسیس شدند. با این حال، پس از جنگ جهانی اول که بسیاری از آلمانی‌ها اخراج شدند و یک رکود اقتصادی آغاز شد، بیشتر کارخانه‌های آبجوسازی ورشکست شدند.
آبجوهای لاگر آلمانی از جمله لاگر تافل و ویندهوک هنوز در این کشور برای مصرف داخلی و صادرات تهیه می‌شوند.

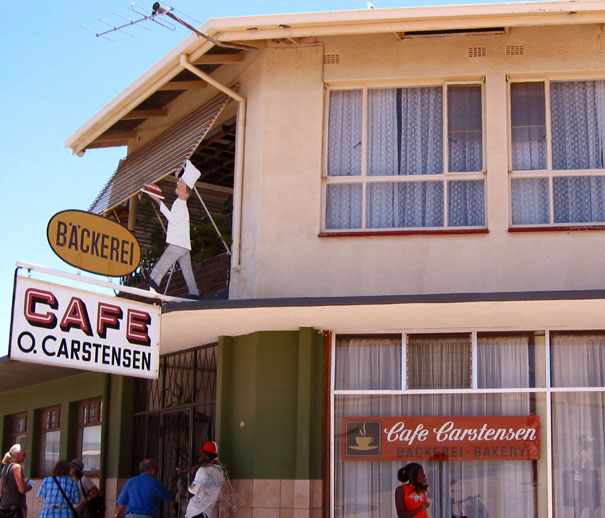
کافه کارستنسن در Otjiwarongo ، پایتخت منطقه اوتجوزوندجوپا در نامیبیا که اکنون بسته شده است.